# Klaus Bethge
Klaus Heinrich Wilhelm Bethge (* 20. Februar 1931 in Berlin; † 24. Juli 2016 in Darmstadt) war ein deutscher Physiker und Hochschullehrer.

## Leben
Bethge studierte Physik an der TU Berlin. Darauf ging er an die Universität Heidelberg zu Otto Haxel und Hans Jensen. Dort wurde er 1960 mit seiner Dissertation Umladungsmessungen an Lithium-Ionen im Energiebereich von 3 bis 10 keV promoviert. Anschließend arbeitete er mit seiner Arbeitsgruppe am Tandembeschleuniger des Max-Planck-Instituts für Kernphysik in Heidelberg (bis 1982). Zwei Jahre lang arbeitete er als Research Associate im Tandem Laboratory der University of Pennsylvania. 1967 habilitierte er sich an der Universität Heidelberg mit seiner Habilitationsschrift Erzeugung negativer Lithium-Ionen für einen Tandem-Beschleuniger. Bekannt wurde er mit seiner Entwicklung einer leistungsfähigen Ionenquelle für negative Lithium-Ionen.
1974 wurde Bethge als Ordentlicher Professor an die Universität Frankfurt am Main berufen. Lange Jahre war er Geschäftsführender Direktor des Instituts für Kernphysik (IKF) der Universität Frankfurt am Main. Ab 1975 forschte er am Schwerionenbeschleuniger des GSI in Darmstadt. Schwerpunkte der Arbeit waren die Schwerionenphysik und die Ionenstrahlphysik zur Untersuchung und Aufklärung von Atomkernreaktionen. Ab 1980 wurden zunehmend Materialuntersuchungen mit Ionenstrahlen an den Van-de-Graaff-Beschleunigern des IKF durchgeführt. Metalle, Halbleiter und Isolatoren wurden mit nuklearen und massenspektrometrischen Methoden untersucht.
Bethge war Mitglied der Deutschen Physikalischen Gesellschaft, der American Physical Society und der European Physical Society. Er betreute das Beschleuniger-Projekt des Deutschen Entwicklungsdiensts an der Universität von Amman. Nach der deutschen Wiedervereinigung war er Mitglied der Berufungskommissionen an den Universitäten Leipzig, Jena und Dresden. 1991 gehörte er zu den Gründungsmitgliedern des Leibniz-Instituts für Oberflächenmodifizierung. 1999 wurde er emeritiert.

## Schriften (Auswahl)

### Fachbücher
- Klaus Bethge (Hrsg.): Experimental Methods in Heavy Ion Physics (= Lecture Notes in Physics. Band 83). Springer Berlin Heidelberg, Berlin, Heidelberg 1978, ISBN 978-3-540-08931-5, doi:10.1007/3-540-08931-4.
- Klaus Bethge, Ulrich E. Schröder: Elementarteilchen und ihre Wechselwirkungen (= Lehrbuch Physik). 3., überarb. und erw.  Auflage. Wiley-VCH, Weinheim 2006, ISBN 978-3-527-40587-9.
- Klaus Bethge, Gertrud Walter, Bernhard Wiedemann: Kernphysik (= Springer-Lehrbuch). 3. Auflage. Springer Berlin Heidelberg, Berlin, Heidelberg 2008, ISBN 978-3-540-74566-2, doi:10.1007/978-3-540-74567-9.